# Padma Bhushan
Der Padma Bhushan (Hindi पद्म भूषण, Lotusorden) ist der dritthöchste indische Zivilorden nach dem Bharat Ratna und dem Padma Vibhushan (und vor dem Padma Shri). Er wird seit 1954 jährlich am 26. Januar – dem „Tag der Republik“ – vom indischen Präsidenten an Personen vergeben, die sich in hohem Maße auf wissenschaftlichem, politischem, kulturellem oder anderen Gebieten um die Nation verdient gemacht haben.

## Ordensträger (Auswahl)
- 1954: Homi Jehangir Bhabha, Husain Ahmad Madani, M. S. Subbulakshmi
- 1956: Rukmini Devi Arundale, Dhyan Chand, Mahadevi Varma
- 1957: Govind Sakharam Sardesai
- 1958: K. P. S. Menon, Darashaw Nosherwan Wadia, A. C. Narayanan Nambiar, Rustom Jal Vakil, Salim Ali
- 1959: Ali Yavar Jung, Tenzing Norgay
- 1960: Kazi Nazrul Islam, Vithalrao Nagesh Shirodkar
- 1961: K. Venkataraman, Svetoslav Roerich, Verrier Elwin
- 1962: Mithan Jamshed Lam
- 1963: T. R. Seshadri
- 1964: R. K. Narayan, Mohammed Abdullah
- 1965: Jayant Vishnu Narlikar, Satyajit Ray
- 1966: Zubin Mehta, Vikram Sarabhai, Homi Nusserwanji Sethna
- 1967: Mulk Raj Anand, Ravi Shankar, Ali Akbar Khan
- 1968: C. R. Rao, M. C. Modi, Sam Manekshaw, Bismillah Khan, Waman Bapuji Metre
- 1969: Prithviraj Kapoor, Lata Mangeshkar, Raja Rao
- 1970: Buddhadeva Bose, Sombhu Mitra, Ahmed Jan Thirakwa, M. S. Krishnan
- 1971: Raj Kapoor, D. K. Pattammal
- 1972: Jagjit Singh Aurora, M. S. Swaminathan, Birendra Nath Sircar, Chandrika Prasad Srivastava
- 1973: Maqbul Fida Husain, Raja Ramanna
- 1974: Alice Boner, Khushwant Singh
- 1975: Asima Chatterjee
- 1976: Harivansh Rai Bachchan, Harish-Chandra
- 1980: Sunil Gavaskar
- 1981: A. P. J. Abdul Kalam, Mrinal Sen
- 1982: S. Balachander
- 1983: Richard Attenborough, Rajkumar, Swraj Paul, K. G. Ramanathan, Kershasp Tehmurasp Satarawala
- 1984: Michael Ferreira, Sivaji Ganesan, Ishwari Prasad, Kanwar Natwar Singh, Vijay Tendulkar
- 1985: Gurbachan Singh Talib
- 1986: Sidney Dillon Ripley, Ela Bhatt
- 1987: Man Mohan Sharma, Nikhil Banerjee
- 1988: Kushok Bakula, A. Nageswara Rao
- 1989: Fenner Brockway
- 1990: M. S. Narasimhan
- 1991: Ebrahim Alkazi, Dilip Kumar, Ram Narayan, Kapil Dev, Shyam Benegal
- 1992: Hariprasad Chaurasia, Anna Hazare, Naushad Ali
- 1998: U. R. Ananthamurthy, Sivaramakrishna Chandrasekhar, G. Madhavan Nair
- 1999: Ashok Kumar, Pushpalata Das
- 2000: Ratan Tata, Rajinikanth, Braj Basi Lal
- 2001: Dev Anand, Viswanathan Anand, Amitabh Bachchan, Baldev Raj Chopra, Bhupen Hazarika, Rajendra Pachauri, Raj Reddy, L. Subramaniam
- 2002: Gary Ackerman, Anil Agarwal, Kumar Bhattacharyya, Shobha Gurtu, Zakir Hussain, B. K. S. Iyengar, Ismail Merchant, Frank Pallone, Maharaja Krishna Rasgotra, Nirmal Verma, Zohra Segal, Jewgeni Petrowitsch Tschelyschew, Guri Iwanowitsch Martschuk
- 2003: Herbert Fischer, Naseeruddin Shah
- 2004: Soumitra Chattopadhyay, Gulzar, Yoshirō Mori
- 2005: Yash Chopra, Manna Dey, Qurratulain Hyder, Shah Rukh Khan, Kiran Mazumdar-Shaw, Azim Premji
- 2006: P. Leela, Nandan Nilekani, Dušan Zbavitel, Kamleshwar Prasad Saxena, Vijaypat Singhania, Chiranjeevi, Lokesh Chandra, Devaki Jain
- 2007: Javed Akhtar, Indra Nooyi, V. S. Ramachandran, Ela Gandhi, Sunil Mittal, Bhikhu Parekh, Jeffrey Sachs
- 2008: Asis Datta, Meghnad Desai, Ravindra Kelekar, Dominique Lapierre, Shiv Nadar, Vikram Pandit, S. R. Srinivasa Varadhan, Sunita Lyn Williams, Juli Michailowitsch Woronzow, Ji Xianlin
- 2009: Abhinav Bindra, Ramachandra Guha, Khalid Hameed, C. K. Prahalad, C. S. Seshadri, Thomas Kailath, D. Jayakanthan
- 2010: Aamir Khan, Sultan Khan, A. R. Rahman, Fareed Zakaria, Kushal Pal Singh
- 2011: Shashi Kapoor, Waheeda Rehman, Chanda Kochhar, Shyam Saran
- 2012: Shabana Azmi, Khaled Choudhury, Buddhadev Das Gupta, Dharmendra Singh Deol, T. V. Gopalkrishnan, Mira Nair, Anish Kapoor, Satya Narayan Goenka, P. Chandrasekhara Rao, George Yeo, B. Muthuraman, M. S. Raghunathan, Homi K. Bhabha, Ronen Sen, D. Ramanaidu
- 2013: Rahul Dravid, Mary Kom, Rajesh Khanna, Sharmila Tagore, Ashoke Sen, Jogesh Pati, Gayatri Chakravorty Spivak
- 2014: Leander Paes, Pullela Gopichand, Kamal Haasan, Anita Desai, K. Radhakrishnan, Dalveer Bhandari, Ruskin Bond
- 2015: Jahnu Barua, Manjul Bhargava, David Frawley, Bill Gates, Melinda Gates
- 2016: Anupam Kher, Udit Narayan, Saina Nehwal, Sania Mirza, Robert Blackwill, Pallonji Mistry
- 2017: Sharad Pawar, Murli Manohar Joshi, Ramachandra Rao, Vishwa Mohan Bhatt, Maha Chakri Sirindhorn
- 2018: Ramachandran Nagaswamy, Pankaj Advani, Mahendra Singh Dhoni
- 2019: John T. Chambers, Pravin Gordhan, Kuldip Nayar
- 2020: Ajoy Chakrabarty, Balkrishna Vithaldas Doshi, Krishnammal Jagannathan, S. C. Jamir, Manohar Parrikar, P. V. Sindhu
- 2021: Tarun Gogoi, Ram Vilas Paswan, Keshubhai Patel, Ghulam Nabi Azad
- 2022: Natarajan Chandrasekaran, Madhur Jaffrey, Rashid Khan, Satya Nadella, Sundar Pichai, Pratibha Ray, Victor Banerjee
- 2023: Kumar Mangalam Birla, Sudha Murthy
- 2024: Mithun Chakraborty, Ram Naik